# Herminia signata
Herminia signata là một loài bướm đêm trong họ Noctuidae.